# 畑中良輔

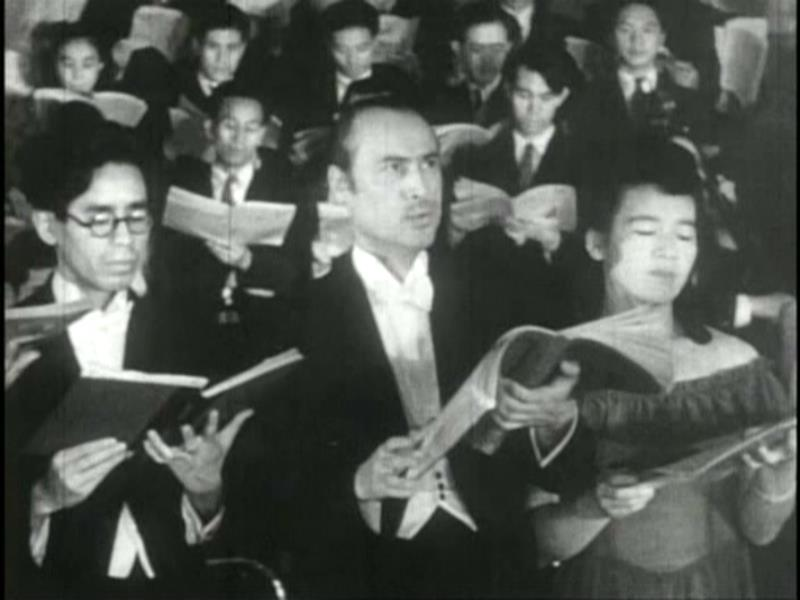
1948年 日本放送協会「第一回放送芸能祭」
左から畑中、藤原義江、三宅春惠
ベートーヴェン『フィデリオ』第2幕

畑中 良輔（はたなか りょうすけ、1922年（大正11年）2月12日 - 2012年（平成24年）5月24日）は、日本の声楽家（バリトン）、音楽教育者、合唱指揮者、音楽評論家、作曲家、詩人、翻訳家（訳詞家）、エッセイスト。日本芸術院会員。日本の洋楽の発展に多大な功績を残した。

## 経歴
福岡県門司市（現：北九州市門司区）に浅野セメントに勤める父・勝次郎と、琴および三絃の師匠をしていた母・筆の長男として生まれる。四人家族で、二つ上の姉がいる。旧制門司中学校に入学、ラッパ鼓隊に所属し小太鼓を担当する。進学先として受験科目に苦手の数学が無い東京音楽学校を選び、人前で歌ったことはなかったが消去法で「声楽科」と書いたという。1940年（昭和15年）門司中学校を卒業。澤崎定之に師事し、一浪した後の1941年（昭和16年）東京音楽学校本科声楽部に入学。宮廷歌手ヘルマン・ヴーハープフェニッヒに師事。その妻がユダヤ人であることが判明したヴーハープフェニッヒが解任された後は木下保に師事。また、橋本國彦のクラスで作曲と対位法を学んだ。1943年（昭和18年）9月、東京音楽学校を戦中時のため繰り上げ卒業。同年召集され姫路の陸軍中部54部隊に配属される。1945年（昭和20年）陸軍一等兵として上海で終戦を迎える。上海抑留を経験した後の1946年（昭和21年）4月に復員し、復帰したヴーハープフェニッヒに再び師事して東京音楽学校研究科修了。
1947年（昭和22年）毎日ホールにて「第一回畑中良輔独唱会」でリサイタルデビュー。リリック・バリトンとして、その音楽的解釈力の深さと卓越した演技力で、デビュー当時より高い評価を受ける。1948年（昭和23年）藤原歌劇団公演モーツァルト『ドン・ファン（ドン・ジョヴァンニ）』日本初演のマゼット役でオペラデビュー。以来オペラでは主にモーツァルト歌手として活躍し、『魔笛』『フィガロの結婚』などの数多くの日本初演に出演する。中でも『魔笛』のパパゲーノは100回以上演じている。ヒュッシュ、タリアヴィーニ、タッシナーリと共演するなど、オペラ上演史に輝かしい足跡を残した。また、歌曲ではドイツ歌曲と日本歌曲に造詣が深く、特に日本歌曲では全国縦断連続リサイタルを行い、その普及に多大な貢献をした。
音楽教育にも力を注いだ結果、弟子の多くが優れた声楽家となって日本はもとよりヨーロッパでも第一線の歌手として活躍している。ことばを礎にした歌唱の大切さを唱え、ドイツと日本の歌曲を中心に体系的な指導を続けた。公開講座・セミナーも多数開催している。監修・解説を手掛けた数々の教則本は声楽を学ぶ者の必読書となっている。また、『日本名歌低声用50曲集』（カワイ出版）『イタリア歌曲集』（全音楽譜出版社）などの多数の歌曲集の編纂、監修にも携わった。小中学校の音楽教科書・教師用指導書も執筆している。
- 1948年（昭和23年）東京音楽学校 講師
- 1949年（昭和24年）東京藝術大学 講師
- 1958年（昭和33年）東京藝術大学 助教授[2]
- 1969年（昭和44年）- 1983年（昭和58年）東京藝術大学 教授
- 1964年（昭和39年）- 1975年（昭和50年）国立音楽大学 講師
- 1983年（昭和58年）東京芸術大学 名誉教授
- 2006年（平成18年）- 2012年（平成24年）東邦音楽大学 客員教授

1952年（昭和27年）二期会の結成と同時に参加、創立メンバーとなる。1956年（昭和31年）「青の会（畑中門下生の会）」主宰。1969年（昭和44年）東京室内歌劇場を設立。1971年（昭和46年）日本演奏連盟理事。1972年（昭和47年）日本音楽コンクール委員。
二期会においては、1954年（昭和29年）にジャン・カルロ・メノッティ『アマールと夜の訪問者』の訳詞を妻の畑中更予と手掛け、1956年（昭和31年）にリヒャルト・シュトラウス『薔薇の騎士』日本初演における訳詞を内垣啓一と手掛けるなど、草創期から翻訳家（訳詞家）としても活動し、新たな作品を日本に紹介し定着させる意欲的な取り組みを行った。
音楽評論は、歌手活動よりも早く1942年（昭和17年）に始めており、舞台芸術全般への広範な教養にあふれた名文で知られ、『レコード芸術』（音楽之友社）声楽評を1952年（昭和27年）から2012年（平成24年）まで60年の長きにわたり執筆。朝日新聞の音楽評も1965年（昭和40年）から2009年（平成21年）まで担当した。その他にも寄稿が多数あり、国立国会図書館デジタルコレクションだけでも約800件の寄稿が存在する。
合唱の分野では、戦後に第二次東京交声楽団を結成し代表を務め、1952年（平成27年）には福永陽一郎とともに東京コラリアーズを設立している。また、1960年（昭和35年）慶應義塾ワグネル・ソサィエティー男声合唱団の専任指揮者に就任し、2012年（平成24年）までの52年間にわたって指導している。同合唱団で畑中の薫陶を受けた団員は約1000名に上る。福永陽一郎が逝去した後、1999年（平成11年）から藤沢男声合唱団の指揮者を引き継ぐ。また、2006年（平成8年）に逝去した北村協一の後を受けて、2008年（平成10年）まで神戸市混声合唱団の指揮者も務めている。その他、客演指揮多数。
作曲家としては、10代で作曲を開始しており、東京音楽学校在学中には作曲と対位法を橋本國彦のクラスで受講。復員後、作曲家と演奏家の提携活動「新声会」に第2回から参加。1977年（昭和52年）に全音楽譜出版社から『畑中良輔歌曲集』が出版されている。
詩作にも手を染め、詩集『超える影に』を出版している。畑中の詩は歌曲のテキストとして幾人かの作曲家に用いられており、中田喜直『四季の歌』、三善晃『超える影に』、大中恩『四つの諷刺的な歌』が生まれている。
- 1991年（平成3年）藤沢市民会館 文化担当参与
- 1992年（平成4年）藤沢市芸術文化振興財団 理事。同年水戸芸術館音楽部門 芸術総監督・水戸市芸術文化振興財団 理事
- 1993年（平成5年）新国立劇場 芸術監督[注釈 3]
- 1994年（平成6年）全日本学生音楽コンクール 諮問委員
- 1996年（平成8年）静岡国際オペラコンクール 審査員
- 2008年（平成20年）マダム・バタフライ国際コンクールin長崎 審査委員長

他にも奏楽堂日本歌曲コンクール、五島記念文化財団、三菱UFJ信託芸術文化財団の審査員・選考委員、全日本合唱教育研究会会長、文部省の教育課程審議会委員等を歴任している。
2012年（平成24年）5月24日、間質性肺炎のため死去。90歳没。

## 受賞歴
- 1985年（昭和60年）紫綬褒章受章
- 1990年（平成2年）毎日芸術賞特別賞受賞
- 1994年（平成6年）勲三等旭日中綬章受章
- 1997年（平成9年）モービル音楽賞受賞
- 1999年（平成11年）神奈川文化賞受賞
- 2000年（平成12年）文化功労者
- 2006年（平成18年）恩賜賞・日本芸術院賞受賞
- 2007年（平成19年）著書『オペラ歌手誕生物語』で第55回日本エッセイスト・クラブ賞受賞
- 2008年（平成20年）日本芸術院会員
- 没日付をもって正四位に叙せられるとともに旭日重光章が追贈される[14]

## 主な門下生
藍川由美、池田美保、岩崎由紀子、大川隆子、大島洋子、岡崎裕美、片岡啓子、亀山勝子、邱玉蘭、久保田美江、黒川和子、小泉惠子、小濱妙美、小林滋子、酒井美津子、瀬山詠子、曽我栄子、太刀川悦代、玉川美栄、茶谷宏子、戸山志津江、長井純子、中山早智恵、濱田千枝子、細谷美直、松本美和子、山城道子、山本哲子、吉武由子、和座知佐、荒道子、大藤裕子、鬼頭礼子、小見佳子、桐生郁子、小山由美、志村年子、莊智世惠、長野羊奈子、中山牧子、永富啓子、小貫岩夫、笠井幹夫、河瀬柳史、近藤安个、篠崎寿、太刀川昭、辻裕久、堤温、永田峰雄、中村健、服部洋一、平尾啓、藤井宏樹、吉川貴洋、宇佐美桂一、大久保光哉、小川雄二、翁長剛、小栗純一、長内勲、折江忠道、鎌田直純、北川潤、木村文男、城間繁、末吉利行、谷口伸、築地文夫、築地利三郎、土野研治、綱川立彦、中村義春、西義一、林剛一、樋本英一、平野忠彦、堀内康雄、柳沢安雄、小原伸一、佐藤正浩、堀野浩史、若杉弘ほか多数

## エピソード
- 畑中が学生合唱の指揮に出現した後、舌鋒鋭い福永陽一郎をして「このごろは、コンクールに出るのが、必ずしも最上級ということではなくなって、そのかわり、慶應のワグネル・ソサィエティーの男声合唱団の演奏が、非常に高いレベルに達していることを、多くの人たちが認めて、男声合唱の標準が変わってきた[15]」と言わしめた。
- 主宰した声楽グループ「青の会」の名前は、いつまでも青二才、との自戒をこめたものである[16]。
- 犬を思わせる人懐こさと、納得いかないことにはすぐかみつく性分から、「ブル」「ブル先生」という生涯のニックネームが生まれた[17]。
- あくなき探求心・好奇心と、驚異的な記憶力を持ち、クラシック音楽にとどまらず、古今東西の文学・美術全般、伝統芸能からポップカルチャーに至るまで「あらゆるジャンルの教養を携えた、芸術への道先案内人[17]」であった。ビートルズもローリング・ストーンズも来日公演のチケットを自分で買い求めた。
- 漫画『のだめカンタービレ』にも「音楽をやる人たちの空気がよく描けてる」とご満悦[17]だったという。
- 自他ともに認めるグルメであり「芸術の前にはまず美味しいモノよ」。どんなに疲れても、公演後は人を食事に誘った。慶應ワグネルの団員でも、ご相伴に与った者や、店を紹介された者が多い。逝去の前日にも弟子に囲まれ、好物のビシソワーズを飲み干してご機嫌だったという[17]。
- 90歳の逝去直前まで非常に多忙であり、早く寝る日でも午前3時[16]までは仕事の時間と決めていた。2012年（平成24年）2月に開催された卒寿記念パーティーにおける本人の弁によると、睡眠は3～5時間という毎日であった。
- 朝起きて最初にすることは、特別に用意した有機野菜によるグリーン・ジュースをミキサーで作成して飲むことであった。この健康法を畑中に紹介したのはバリトン歌手の小森輝彦である[18]。この生活の模様は2007年に小学館の『サライ』誌「我が家の朝食」コーナーでも取り上げられた。
- 慶應ワグネルの指導は大変厳しく、団員たちは個人レッスンと同様の緊張感で練習に臨んだ。実際に畑中の耳は、100名の合唱であっても団員各個人の声を明確に聴き分けられる能力があり、指名されて一人だけ歌わされたり、容赦なく「そこのボヤスケ！」と怒声を浴びせられることもあった。
- スキーを非常に好み、新国立劇場の芸術監督になるまで、三浦洋一、若杉弘・長野羊奈子夫妻、伊藤京子、中村浩子、岡部多喜子、観世栄夫、慶應ワグネルの団員を誘い、毎冬志賀高原へスキーに出かけていた[19]。腕前はかなりのもので、畑中のスピードについていくのは並大抵ではなかったという。九州出身でスキーに縁のなかった畑中に「スキーは人生を変えるよ」と言って誘ったのは三浦である。三浦は畑中の腕前について「ふだん二本脚で歩けるのがフシギなくらい下手だよ」と平野忠彦に述べていた[20]というが、回数を重ねて上達したようである。
- 自宅には数万枚（カウント不能）のレコード・CDがあり、専用の収蔵部屋・収納棚があったが、そこにも入りきらないレコード・CDがうず高く積まれていた。

## 主な著書

### 書籍
- 『演奏家的演奏論』白水社 1975年 ISBN 978-4560036525
- 『演奏の風景 にちにちの音楽から(音楽選書<31>)』音楽之友社 1984年4月1日 ISBN 978-4276370319
- 『超える影に 畑中良輔詩集』不識書院 2002年2月12日
- 『音楽少年誕生物語 繰り返せない旅だから 1』音楽之友社 2002年2月1日 ISBN 978-4276201866
- 『音楽青年誕生物語 繰り返せない旅だから 2』音楽之友社 2004年8月1日 ISBN 978-4276201880
- 『オペラ歌手誕生物語 繰り返せない旅だから 3』音楽之友社 2007年2月1日 ISBN 978-4276201903
- 『オペラ歌手奮闘物語 繰り返せない旅だから 4』音楽之友社 2009年9月16日 ISBN 978-4276201927
- 『荻窪ラプソディー ブル先生の日々是好日』音楽之友社 2012年7月10日 ISBN 978-4276201965
- 『日本歌曲をめぐる人々』音楽之友社 2013年2月7日 ISBN 978-4276201996
- 『名随筆選 音楽の森 声の悦楽』音楽之友社 1989年9月 編著 ISBN 978-4276202061
- 『日本名歌曲百選 詩の分析と解釈』音楽之友社 1998年3月1日 編著 ISBN 978-4276131958
- 『日本名歌曲百選 詩の分析と解釈<2>』音楽之友社 2002年3月20日 編著 ISBN 978-4276131965
- 『朝日試聴室: クラシック名曲・名盤のすべて』現代史出版会 1984年1月 志鳥栄八郎他共著 ISBN 978-4198128470
- 『歌唱の新しい指導（1961年）（小学校音楽教育叢書<第1～3>）』明治図書出版 1961年
- 『詩集 超える影に』不識書院 2002年
- 『小学生の音楽(1～6)教科書』教育芸術社 2003年
- 『小学生の音楽(1～6)指導書』教育芸術社 2003年
- 『中学生の音楽(1,2・3上下)教科書』教育芸術社 2005年
- 『中学生の音楽(1,2・3上下)指導書』教育芸術社 2005年

### 楽譜

#### 作曲
- 『日本歌曲全集27 畑中良輔』音楽之友社 1998年12月10日 ISBN 978-4276521773
- 『畑中良輔歌曲集 増補改訂版』全音楽譜出版社 2011年6月15日 ISBN 978-4117281613
- 『畑中良輔 前奏曲／花林 花岡千春・編』[21]音楽之友社 2010年2月9日 ISBN 978-4276437708
- 『男声合唱のための 八木重吉による五つの歌/畑中良輔 (佐藤正浩編曲)』全音楽譜出版社 2017年10月13日 ISBN 978-4117195118

#### 編著・監修
初出が早いものも多数存在するが、改訂版が存在するものは新しいもののみを記した。
- 『コールユーブンゲン 巻1』カワイ出版 2006年5月2日 ISBN 978-4760940011
- 『コンコーネ50番 中声用』カワイ出版 2006年2月18日 ISBN 978-4760940028
- 『コンコーネ50番 高声用』全音楽譜出版社 1998年12月10日 ISBN 978-4117114102
- 『コンコーネ50番 中声用 (新版)』全音楽譜出版社 2019年8月9日 ISBN 978-4117114201
- 『コンコーネ50番 低声用』全音楽譜出版社 1998年12月10日 ISBN 978-4117114409
- 『コンコーネ25番 中声用』全音楽譜出版社 2007年12月14日 ISBN 978-4117112207
- 『コンコーネ25番 低声用』全音楽譜出版社 2010年11月16日 ISBN 978-4117112405
- 『コンコーネ15番 高声用』全音楽譜出版社 1998年12月10日 ISBN 978-4117111101
- 『コンコーネ15番 中・低声用』全音楽譜出版社 2006年5月10日 ISBN 978-4117111200
- 『コンコーネ40番 低声用』全音楽譜出版社 1998年12月10日 ISBN 978-4117113402
- 『サルバトーレ・マルケージ』全音楽譜出版社 1998年12月10日 ISBN 978-4117122008
- 『パノフカ 作品81a (高声用)』全音楽譜出版社 1998年12月10日 ISBN 978-4117125016
- 『パノフカ 作品81b (中・低声用)』全音楽譜出版社 1998年12月10日 ISBN 978-4117125023
- 『トスティ50番 (高声用)』全音楽譜出版社 2005年11月19日 ISBN 978-4117114423
- 『トスティ50番 (中声用)』全音楽譜出版社 2005年7月1日 ISBN 978-4117114416
- 『2CD付 独習と受験のためのイタリア歌曲集 (1) (原詩朗読・範唱CD+伴奏CD)』音楽之友社 2004年7月14日 ISBN 978-4276875319
- 『2CD付 独習と受験のためのイタリア歌曲集 (2) (原詩朗読・範唱CD+伴奏CD)』音楽之友社 2004年7月14日 ISBN 978-4276875326
- 『CDによる音大受験用 日本歌曲集 (1)』音楽之友社 1998年12月10日 ISBN 978-4276875135
- 『CDによる音大受験用 日本歌曲集 (2)』音楽之友社 1998年12月10日 ISBN 978-4276875142
- 『日本名歌55曲集 1』カワイ出版 2018年10月18日 ISBN 978-4760941780
- 『日本名歌55曲集 2』カワイ出版 2018年10月18日 ISBN 978-4760941797
- 『日本名歌低声用55曲集 1』カワイ出版 2018年10月18日 ISBN 978-4760941766
- 『日本名歌低声用55曲集 2』カワイ出版 2018年10月18日 ISBN 978-4760941773
- 『イタリア歌曲集 (1) 高声用 [新版]』全音楽譜出版社 2005年4月22日 ISBN 978-4117132106
- 『イタリア歌曲集 (2) 高声用』全音楽譜出版社 2000年11月15日 ISBN 978-4117132120
- 『イタリア歌曲集 (1) 中声用 [新版]』全音楽譜出版社 2012年11月14日 ISBN 978-4117132205
- 『イタリア歌曲集 (2) 中声用』全音楽譜出版社 1998年12月10日 ISBN 978-4117132229
- 『イタリア近代歌曲集 (1)』全音楽譜出版社 1991年7月20日 ISBN 9784117132267
- 『イタリア近代歌曲集 (2)』全音楽譜出版社 1994年3月20日 ISBN 978-4117132274
- 『イタリア近代歌曲集 (3)』全音楽譜出版社 2001年4月20日 ISBN 978-4117132281
- 『トスティ歌曲集 (1) [新版(第4版)]』全音楽譜出版社 2014年2月14日 ISBN 978-4117135015
- 『トスティ歌曲集 (2)』全音楽譜出版社 1998年12月10日 ISBN 978-4117135022
- 『ドナウディ歌曲集』全音楽譜出版社 1977年8月25日 ISBN 978-4117144000
- 『ロッシーニ声楽作品集』全音楽譜出版社 1998年12月20日 ISBN 978-4117147902
- 『ドイツ歌曲集 1 [改訂新版] 原調版』全音楽譜出版社 2019年4月15日 ISBN 978-4117132410
- 『ドイツ歌曲集 2 [改訂新版] 原調版』全音楽譜出版社 2019年5月15日 ISBN 978-4117132427
- 『ドイツ歌曲集 1 [改訂新版] 中声用』全音楽譜出版社 2019年4月15日 ISBN 978-4117132465
- 『ドイツ歌曲集 2 [改訂新版] 中声用』全音楽譜出版社 2019年5月15日 ISBN 978-4117132472
- 『シューベルト 白鳥の歌 (中声用)』全音楽譜出版社 1998年12月10日 ISBN 978-4117134704
- 『オペラアリア集 ソプラノ用 1』全音楽譜出版社 2008年2月14日 ISBN 978-4117171419
- 『林光歌曲集 空』全音楽譜出版社 2014年1月15日 ISBN 978-4117281507
- 『青島広志 女声・混声のためのイタリア歌曲集 (1) 重唱・合唱版 (畑中良輔解説)』全音楽譜出版社 2005年12月12日 ISBN 978-4117371116
- 『青島広志 女声・混声のためのイタリア歌曲集 (2) 重唱・合唱版 (畑中良輔解説)』全音楽譜出版社 2013年6月10日 ISBN 978-4117371123

## 主なディスコグラフィー

### 指揮
- J.ブラームス ジプシーの歌/愛の歌 指揮: 畑中良輔、ソプラノ: 大島洋子・平松英子、アルト: 菅有実子・永富啓子、テノール: 藤川泰彰・星洋二、バス: 志村文彦・堀野浩史、ピアノ: 久邇之宜・谷池重紬子 (2002年12月18日) ビクターエンタテインメント VICC-60315
- 日本の合唱百年 四つの時代 (フォンテック) FOCD3473
- 合唱名曲コレクション (26) 柳河風俗詩 (EMIミュージック・ジャパン)『柳河風俗詩』『草野心平の詩から』『中勘助の詩から』を担当。
- 日本合唱曲全集 多田武彦作品集 (日本伝統文化振興財団) VZCC-25 -『雪明りの路』『草野心平の詩から』を担当。
- 日本合唱曲全集 新実徳英作品集 1 (日本伝統文化振興財団) VZCC-29 -『祈りの虹』を担当。

### 歌唱
- Auf Flügeln des Gesanges／歌の翼に (ビクターエンタテインメント) VICC-60138
- 信時潔作品集 (ビクターエンタテインメント) KCDK-1206 - 歌曲集『沙羅』ほかを担当。
- 日本の声楽・コンポーザーシリーズ5 大中恩・小林秀雄 (ビクターエンタテインメント) VICC-60045 - 大中恩『五つの抒情歌』を演奏。

## 主な作曲作品
発表作品のみを記した。畑中によると「歌曲は約50曲、教材や童謡、校歌など約50曲、合唱曲が20曲、ピアノ曲が30曲、編曲多数といったところがぼくの全作品である」という。

### ピアノ曲
- ピアノのための前奏曲集 全6曲（1947年12月11日「新声会第6回試演会」で演奏）[5]
- 9つの前奏曲 変ニ長調の作品のみ花岡千春が校訂、初出版[21]

### 歌曲
- 『秘帖』より「天の夕顔」による四つの歌 中河與一:歌
- 八木重吉による五つの歌
- 低声のための三つの抒情歌 (採花 松田祐宏: 詩、海兵独唱 室生犀星: 詩、花林 (まるめろ) 杉浦伊作: 詩)
- 西條八十の詩による二つの歌
- 『古代感愛集』より二つの歌 釋迢空:詩
- 二つの歌 (小さな家 秋谷豊: 詩、逝にしひとに-片岡鉄兵先生の霊に捧ぐ- 猪野多毛師: 詩)
- 歌曲連集『和泉式部抄』
- 中河幹子による四つの歌

### 童謡
- とんかちとん サトウハチロー: 詩
- カンガルーがピョン 若谷和子: 詩